# Droit des obligations en France
 (octobre 2006).
Pour les autres articles nationaux ou selon les autres juridictions, voir Droit des obligations.
Le droit des obligations étudie la naissance, l'exécution et l'extinction des obligations juridiques. Il est classiquement divisé en trois matières distinctes : le droit des contrats, la responsabilité civile, et le régime général de l'obligation.
Le droit des obligations relève du droit civil et est régie par les articles 1100 et suivants du Code civil. Toutefois, bon nombre d'autres domaines juridiques tant privés (droit commercial, droit bancaire, droit des assurances)  que publics (droit administratif des contrats ; responsabilité administrative) se basent sur ses concepts. Le droit civil des obligations sert ainsi de droit commun des obligations.
La matière n'avait pas été réformée depuis l'adoption du Code civil en 1804. Néanmoins, la Cour de cassation rendit de nombreux arrêts qui innovèrent sur de nombreux points. Le droit des obligations devint ainsi un droit largement façonné par la jurisprudence.
À l'occasion du bicentenaire du Code Civil en 2004, une réforme d'une partie du droit des obligations fut initiée,. Elle visa à rendre le droit des contrats, et le régime général de l'obligation plus lisibles et attractifs pour les acteurs étrangers : « restaurer l’attractivité du droit des contrats français » (Christiane Taubira, Garde des sceaux). Le projet d'ordonnance vient consacrer en partie la jurisprudence en la codifiant, prendre en compte l'opinion de la doctrine, et adapter le droit positif français aux exigences économiques (harmonisation européenne). L'un des objectifs est également d'assurer une meilleure protection pour la partie faible dans les contrats.  L’ordonnance no 2016-131 du 10 février 2016 portant réforme du droit des contrats, du régime général et de la preuve des obligations a été publiée au Journal officiel du 11 février 2016 et est entrée en vigueur le 1er octobre 2016. La loi no 2018-287 du 20 avril 2018 a ratifié l'ordonnance tout en modifiant la rédaction de quelques articles.
Contrairement au droit des contrats et au régime général de l'obligation, la responsabilité civile - qui constitue l'une des trois composantes du droit des obligations - n'a pas été réformée. Elle continue donc d'être régie par des textes de 1804, soit les articles 1240 et suivants du Code civil, et en très large parties par la jurisprudence. Un projet de réforme a été dévoilé le 13 mars 2017, mais n'a pas encore été discuté au Parlement.

## La notion d'obligation juridique
Une obligation juridique désigne « le lien d'ordre patrimonial unissant les personnes juridiques entre elles ». Il s'agit donc du lien de droit par lequel un créancier peut exiger d'un débiteur l'exécution d'une prestation spécifique, et qui est susceptible d'exécution forcée.
Classiquement, l'obligation est présentée comme ayant deux faces. À l'égard du créancier, l'obligation se nomme créance. À l'égard du débiteur, l'obligation se nomme dette.

### Distinction des obligations juridiques avec les obligations morales, les obligations naturelles, et les charges
Il convient de distinguer les obligations juridiques avec d'autres institutions proches.
Les obligations morales (aussi appelées devoirs) relèvent du for intérieur, et ne sont pas nées d'un contrat ou par l'effet de la loi. Elles ne sont ni susceptibles d'exécutions forcée, ni de répétition de l'indu. Sont par exemple des obligations morales le fait de s'occuper d'une personne dans le besoin ou de faire un don caritatif, la politesse, le civisme, l'obéissance à une doctrine religieuse ou philosophique, etc.
Les obligations naturelles sont à l'intervalle entre les obligations morales et les obligations juridiques. Elle se produisent dans deux cas : 1. l'exécution volontaire d'un devoir de conscience envers autrui ; ou 2. La promesse d'exécution d'un devoir de conscience envers autrui. Elles ne sont pas susceptibles d'exécution forcée. Toutefois, si elles sont exécutées, elles ne peuvent plus donner lieu à une répétition de l'indu. Par exemple, celui qui se sent obligé (mais ne l'est pas juridiquement) de donner à manger à un vagabond ne pourra plus se repentir de sa bonne action en demandant la restitution des biens donnés.
Les obligations juridiques se distinguent encore des charges (parfois appelées incombances). Une charge est une "nécessité imposée par la loi au titulaire d'un droit dans la mise en œuvre de celui-ci". Elle se distingue de l'obligation juridique "en ce que son non-accomplissement constitue non pas un fait illicite, mais un fait dommageable que sa propre carence inflige, comme une sorte d'auto-sanction". Par exemple, celui qui souhaite faire appel d'un jugement doit le faire sous 2 mois. Il n'a pas l'obligation de faire appel. Mais s'il ne l'a pas fait au bout de deux mois, son droit est déchu. Le droit de faire appel s'analyse ainsi comme une charge.

### Les classifications des obligations
Il est possible de classer les obligations :
- selon leur source (volontaire ou légale ; contractuelle, délictuelle, quasi-délictuelle, quasi-contracutelle),
- selon leur objet (donner, faire ou ne pas faire),
- selon leur force (obligation de résultat ; obligation de moyens)

La réforme de 2016 a mis fin à la distinction entre les obligations de faire, ne pas faire, et de donner. Ce faisant, le législateur a suivi l'analyse d'une partie de la doctrine qui récusait l'existence même de l'obligation de donner.

## Les sources des obligations
Le code civil distingue les obligations résultant de la volonté des parties, des obligations prévues par la loi et la jurisprudence.
- les contrats, ou conventions, qui sont la rencontre de la volonté de deux ou plusieurs personnes en vue de créer des effets juridiques (exemple : contrat de mariage).
- les quasi-contrats, qui sont des actes volontaires et licites qui ne consistent pas en un accord de volonté mais qui oblige quand même son auteur envers les tiers et parfois les tiers envers lui (exemple : réparer une fuite chez un voisin alors que celui-ci est absent).

La doctrine quant à elle, opère une distinction différente de l'obligation : 
- l'acte juridique se définit comme toutes manifestations de volonté destinée à produire des effets de droit dès lors que cette volonté est indispensable à la production de ces effets de droit.
- le fait juridique qui se traduit comme l'évènement purement matériel d’où découle certains effets de droit sans que ces effets aient été directement recherchés, ou sans que la volonté de produire ces effets soit nécessaire à leur production.

### Les obligations d'origine volontaire
Les obligations peuvent résulter de la volonté de plusieurs personnes : la rencontre des volontés donne naissance à un acte juridique, qui produit des effets de droit. Le contrat est la principale source d'obligations volontaires, mais la jurisprudence tend à reconnaître l'existence d'engagements unilatéraux.

#### L'engagement unilatéral
L’engagement unilatéral de volonté est avant tout un acte unilatéral. Les actes unilatéraux sont des manifestations unilatérales de volonté qui produisent des effets de droit :
- le testament et la donation produisent des effets de droit (mais ne produisent pas d’obligation pour l'auteur)
- reconnaissance d’un enfant produit des effets de droit (mais ne produit pas d’obligation pour l'auteur)
- renonciation éteint un droit (mais ne produit pas d’obligation pour l'auteur)

Ces actes unilatéraux produisent donc des effets de droit dont la nature n’est pas une obligation pour leur auteur. Parmi les actes unilatéraux, seul l’engagement unilatéral pourrait créer des obligations pour son auteur. C’est pourquoi l’engagement unilatéral de volonté est un acte unilatéral particulier dont l’existence est parfois remise en cause.
Traditionnellement, le droit français n’admet pas qu’une manifestation unilatérale de volonté puisse créer des obligations pour son auteur. Donc l'engagement unilatéral n’existerait pas. Plusieurs raisons ont été avancées dans ce sens. On retrouve l’idée selon laquelle « si une seule volonté pouvait créer un devoir alors elle pourrait également le défaire, ce qui s’oppose par définition à la notion d’obligation », ou encore l’idée selon laquelle « un Homme ne saurait devenir créancier sans l’avoir choisi » et enfin l’idée « que seul un accord de volontés entre deux personnes, c’est-à-dire un contrat, est susceptible de créer une obligation pour le débiteur au bénéfice du créancier ».
Deux hypothèses concrètes semaient le doute quant à cette impossibilité. Il s’agissait de « la promesse de récompense » et de « la lettre d’intention ». Il a été précisé, par la suite, qu’il ne s’agissait pas d’un engagement unilatéral mais d’une offre de contrat, laquelle une fois acceptée formait un véritable contrat. Donc l’obligation découlait du contrat et non d'un engagement unilatéral.
Cependant la Cour de cassation a déjà reconnu l’existence d’un engagement unilatéral : 
- quand elle souhaite justifier la condamnation de publicitaires abusifs à exécuter leurs promesses chimériques[22] ;
- quand elle souhaite expliquer la transformation d’une obligation naturelle en une obligation civile[23]
- quand elle souhaite sanctionner l’employeur qui ne respecte pas les promesses faites[24].

Enfin, on peut remarquer que les Principes du droit européen des contrats comportent un article 2.107 disposant que « la promesse qui tend à être juridiquement obligatoire sans acceptation lie son auteur ».

#### Le contrat
Le contrat (ou convention) est un acte juridique qui résulte de la volonté de deux ou plusieurs personnes, en vue de produire des effets de droit. Le contrat est la principale source d'obligations avec la responsabilité extra-contractuelle et la loi. Le code civil distingue les contrats selon leur nature et leur force obligatoire pour les parties.

### Les obligations d'origine légale
Selon le code civil et la jurisprudence, plusieurs faits sont susceptibles de donner naissance à des obligations, en dehors de la volonté des parties.

#### Les quasi-contrats
Les quasi-contrats sont des actes volontaires et licites qui ne consistent pas en un accord de volonté mais qui obligent quand même son auteur envers les tiers et parfois les tiers envers lui (exemple : réparer une fuite chez un voisin alors que celui-ci est absent).
La doctrine distingue parmi les quasi-contrats :
- la gestion d'affaires et la paiement de l'indu, prévues par le code civil ;
- l'enrichissement sans cause et la théorie de l'apparence, d'origine jurisprudentielle.

#### La responsabilité extra contractuelle
La responsabilité extra contractuelle, prévue aux articles 1240 et suivants du code civil, est la responsabilité des personnes du fait des dommages causés à autrui. Ces dommages peuvent résulter, en dehors de tout contrat :
- des délits, qui constituent des faits illicites intentionnels (Par exemple : Une personne victime de coups et blessures).
- des quasi-délits, qui reposent sur des faits illicites et non-intentionnels (Par exemple : Un conducteur qui écrase un piéton s'étant jeté au dernier moment sur la voiture).

La responsabilité extra contractuelle d'une personne peut être engagée si trois conditions sont réunies :
- un préjudice causé à autrui,
- un fait générateur de ce préjudice,
- un lien de causalité entre le fait générateur et le préjudice.

## Le régime général des obligations

### Les modalités de l'obligation
Une obligation peut être affectée d'une ou plusieurs modalités, relatives à son exigibilité ou son existence (terme et condition), ou bien aux parties qui y sont tenues.

#### Le terme et la condition
Le terme est un événement certain dont l'échéance détermine l'exigibilité de l'obligation. Le terme est dit précis lorsque la date de survenance de l'évènement est connue, et imprécis lorsque cette date est inconnue.
La condition est un évènement incertain dont la réalisation détermine l'existence même de l'obligation. La condition suspensive fait dépendre l'existence de l'obligation d'un évènement incertain. La condition résolutoire entraîne la disparition rétroactive de l'obligation lors de sa réalisation.

#### Les obligations plurales
Une obligation peut porter sur une pluralité d'objets, auquel cas l'obligation sera conjonctive ou disjonctive. De même, l'obligation peut compter une pluralité de sujets, qu'il s'agisse de créanciers ou de débiteurs.

### Le transfert de l'obligation
La circulation de l'obligation peut être assurée par trois mécanismes :
- la cession de l'obligation, qui peut consister en une cession de créance ou en une cession de dette,
- la cession de contrat.
- la subrogation personnelle.

### La transformation de l'obligation
Une obligation peut subir une transformation, lorsqu'une des parties est substituée à une autre en vertu d'une délégation. La délégation implique plusieurs personnes :
- le déléguant, partie à l'obligation, et qui délègue une tierce-personne à l'autre partie ;
- le délégataire, tierce-personne qui devient partie à l'obligation ;
- le délégué, partie qui demeure identique dans le rapport d'obligation.

La délégation est dite parfaite (ou novatoire) lorsque le délégataire créancier libère le déléguant de son obligation. À l'inverse, une délégation est dite imparfaite lorsque le déléguant n'est pas libéré par le délégataire.

### L'extinction de l'obligation
Il existe plusieurs causes d'extinction d'une obligation, classifiées selon la satisfaction du créancier. Le code civil énumère à l'article 1234 les cas d'extinctions des obligations.

#### L'extinction par satisfaction directe
Le paiement est l'action par laquelle le débiteur exécute volontairement son obligation envers le créancier. Le paiement est la cause naturelle d'extinction de l'obligation : il peut être simple ou subrogatoire.

#### L'extinction par satisfaction indirecte
La doctrine distingue trois causes d'extinction de l'obligation, par satisfaction indirecte du créancier :
- la compensation, par laquelle les créances et dettes mutuelles du créancier et débiteur s'éteignent à concurrence de leur montant ;
- la confusion, qui consiste en la réunion des qualités de créancier et de débiteur sur une même tête ;
- la dation en paiement, par laquelle le créancier accepte un mode de paiement non prévu dans le contrat, mais réputé équivalent par les parties.

#### L'extinction sans satisfaction
L'obligation peut s'éteindre sans que le créancier n'ait obtenu satisfaction. Quatre causes sont susceptibles d'éteindre la dette :
- la renonciation du créancier à l'exécution de la créance,
- la remise de dette, par laquelle le créancier renonce en tout ou partie à la dette du débiteur,
- la faillite du débiteur, dont l'insolvabilité rend impossible tout exécution de l'obligation,
- la prescription, qui consiste en l'extinction de la dette par l'écoulement d'un laps de temps.

### L'exécution forcée de l'obligation
Le débiteur est normalement tenu d'exécuter son obligation, et de payer le créancier. Celui-ci dispose de plusieurs moyens d'obtenir satisfaction malgré l'incurie et la mauvaise foi du débiteur.

#### Les mesures de sauvegarde
Le créancier peut accomplir des mesures de sauvegarde pour conserver ou reconstituer l'actif du débiteur. Une loi de 1991 prévoit deux types de mesures conservatoires :
- la saisie conservatoire, qui permet de consigner une partie de l'actif du débiteur en vue d'un paiement,
- la sûreté judiciaire, qui confère un rang de préférence du créancier sur le prix de vente d'un immeuble, d'un fonds de commerce ou de valeurs mobilières.

Le créancier dispose de deux procédures pour reconstituer l'actif du débiteur, et s'assurer de sa solvabilité :
- l'action oblique (art. 1166 et 1167 du code civil), qui est une action intentée par un créancier au nom et pour le compte de son débiteur insolvable et négligent ;
- l'action paulienne (article 1167 du code civil), qui permet de demander la révocation en justice des actes d'appauvrissement accomplis par le débiteur insolvable.

Enfin, l'article L. 632-1 du code de commerce frappe de nullité relative certains actes accomplis dans la période précédant le jugement déclaratif de liquidation d'un commerçant. Ces nullités de la période suspectes ne peuvent être demandées que par les organes de la procédure collective.

#### Les mesures d'exécution forcée
La loi prévoit certaines mesures d'exécution forcée de l'obligation, selon la nature de l'obligation.

## Les sources du droit des obligations en France
- Code civil (art. 1101 à 2278)
- Code de commerce
- Code de la consommation
- Code du travail
- Code rural
- Code des assurances
- Lois non codifiées
- Droit constitutionnel
- Droit communautaire
- Droit européen
- Droit international